# Peyton Rous
Francis Peyton Rous (5. listopada, 1879. – 16. veljače, 1970.) bio je američki liječnik koji je 1966.g. dobio Nobelovu nagradu za fiziologiju ili medicinu za otkriće uloge virusa u prijenosu pojedinih vrsta tumora.

## Vanjske poveznice
- Nobelova nagrada - životopis  Arhivirana inačica izvorne stranice od 2. prosinca 2008. (Wayback Machine)